# Chemins forestiers au Québec
Les chemins forestiers au Québec, aussi désignés chemins multiusages ou routes forestières, sont les chemins situés dans les forêts du domaine de l'État québécois. Faiblement fréquentés et rarement asphaltés, ils jouent toutefois un rôle majeur pour des activités économiques et récréatives comme l'aménagement forestier, l'exploitation minière, la chasse, la pêche, la villégiature, le tourisme d'aventure et la cueillette de produits forestiers non ligneux.
Les chemins forestiers les plus importants forment un réseau de routes numérotées et administrées par le Ministère des Ressources naturelles et des Forêts.

## Entretien et financement

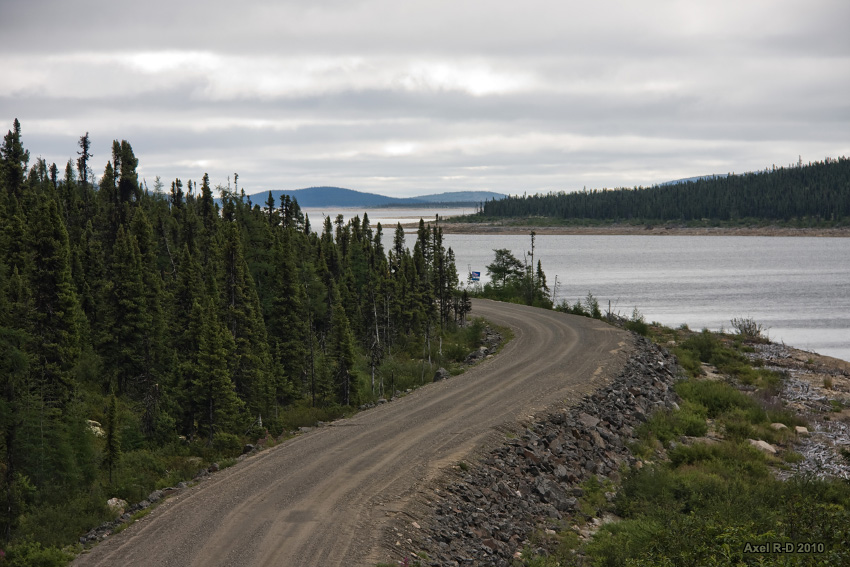
Route Transtaïga

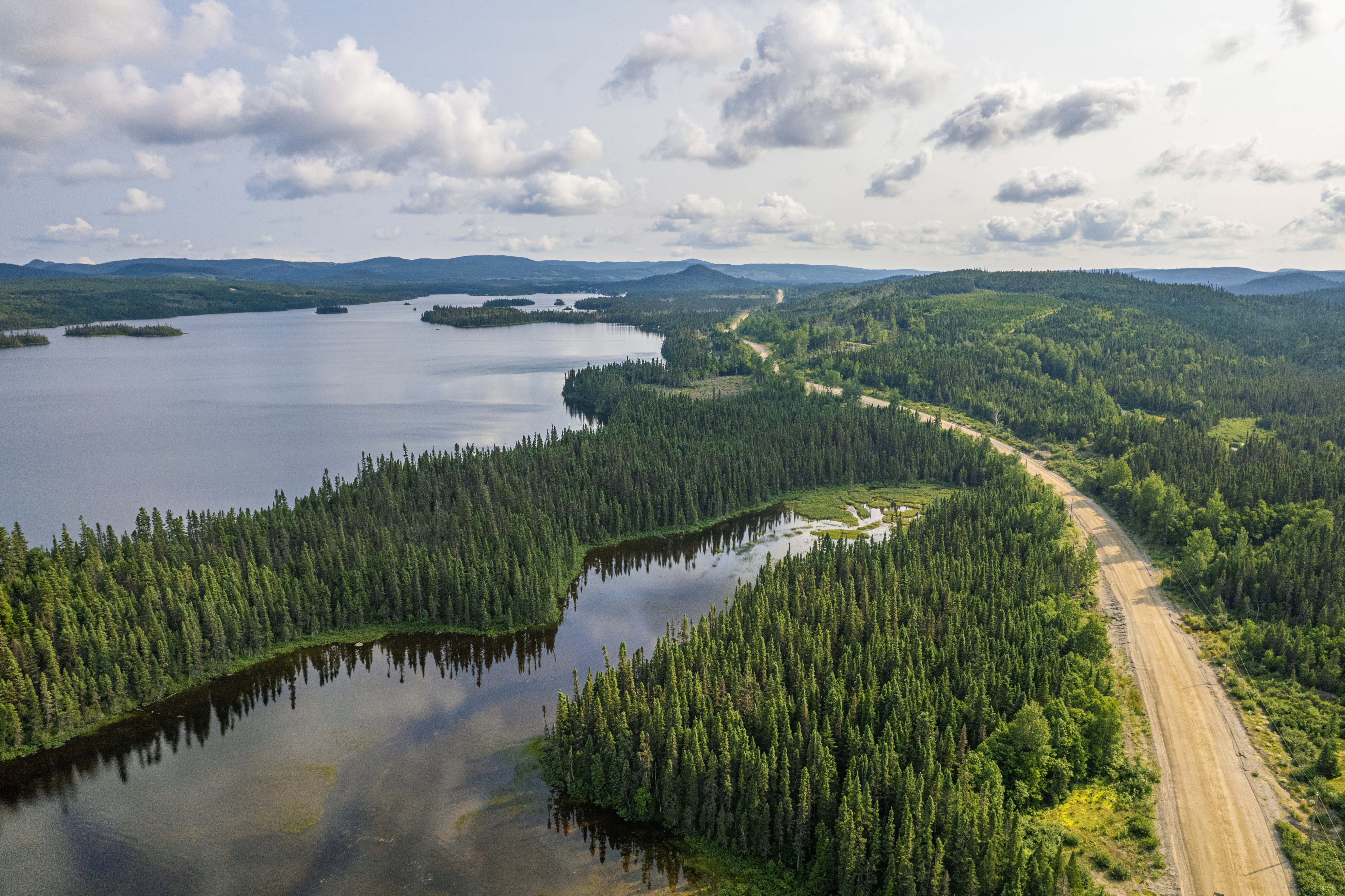
Route R-0200

La construction et l'entretien des routes forestières reposent sur le principe d'utilisateur-payeur, c'est-à-dire que contrairement au reste du réseau routier, elles ne sont pas ou peu financées par l'État. L'industrie forestière est le principal constructeur de ces routes et assume également leur entretien durant la période d'exploitation. Leur nombre est très élevé car elles doivent permettre à l'exploitant d'accéder à tout son territoire de coupe. Néanmoins, une grande partie de ces chemins construits en sable et en gravier disparaît après la période d'exploitation, en raison de leur sous-utilisation. Certaines peuvent être également fermées par l'État. Pour continuer d'exister, les routes délaissées par les exploitants doivent être entretenues de façon autonome par les autres utilisateurs, principalement des organismes gestionnaires de territoires fauniques (comme les zecs) ou des associations de villégiateurs. Les municipalités régionales de comté peuvent obtenir la responsabilité de l'entretien d'une route forestière.

## Réglementation
Puisque ces routes sont situées sur les terres du domaine de l'État, le gouvernement du Québec est en le propriétaire et l'entité chargée de la réglementation. Contrairement au reste du réseau routier québécois, les routes forestières (désignés officiellement « chemins multiusages ») sont administrées par le Ministère des Ressources naturelles et des Forêts plutôt que par le Ministère des Transports. C'est ce ministère qui octroie le droit de construire, d'améliorer ou de fermer un chemin.
L'article 328 du Code de la sécurité routière stipule que « nul ne peut conduire un véhicule routier à une vitesse de plus de 70 km/h sur les chemins en gravier ». Le Ministère peut faire augmenter cette vitesse à 90 km/h. Alors que le réseau routier conventionnel emploie le vert, les routes forestières utilisent le bleu pour leur panneau écusson (I-120-F), les panonceaux de direction et les bornes kilométriques.

## Chemins forestiers numérotées

### Fonctionnement de la numérotation

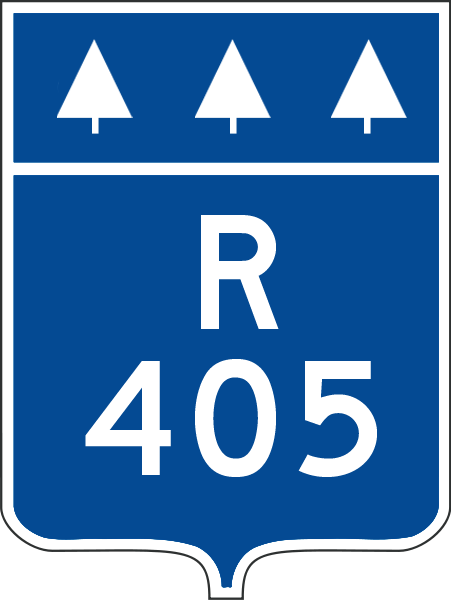
Écusson d'un chemin forestier québécois numéroté.

Les principales routes forestières du Québec sont numérotées. Cette numérotation est déterminée par la Direction de la coordination opérationnelle (DCO) du Ministère des Ressources naturelles et des Forêts. Ce sont des chemins permanents « dont la situation géographique, à l’échelle régionale, lui permet de servir d’axe principal d’accès à un territoire forestier ». Elles apparaissent sur la Carte routière officielle du Québec. En 2013-2014, ce seul réseau comptait 24 300 km.
Elles sont identifiées par la lettre « R » suivi du code de la région administrative (deux chiffres variant de 01 à 17) et du numéro séquentiel de chemin (deux chiffres variant de 00 à 99). Cette procédure par région explique les trous dans la numérotation. Par exemple, la région urbanisée de Montréal, code 06, ne comporte aucune route forestière.
En plus de la numérotation, plusieurs de ces routes possèdent des noms propres alternatifs, désignés par une zec, une association de villégiateurs ou une compagnie forestière, par exemple. Elle peut également porter une numérotation alternative attribuée par une réserve faunique, un parc national ou une municipalité, comme c'est le cas dans l'agglomération de La Tuque. Il arrive souvent qu'une route forestière soit composée de segments routiers différents. La numérotation officielle permet d'unir administrativement ces segments afin de souligner l'importance d'un axe de transport.

### Liste des chemins forestiers numérotés

#### Bas-Saint-Laurent[6]
| Numéro | Nom(s) alternatif(s)           | Départ                                               | Fin                                                       | Notes                                     |
| ------ | ------------------------------ | ---------------------------------------------------- | --------------------------------------------------------- | ----------------------------------------- |
| R-0100 | -                              | Sud du lac Matane dans la Réserve faunique de Matane | Rivière Cap-Chat dans la zec de Cap-Chat à sa limite nord | -                                         |
| R-0104 | Route de Saint-Charles-Garnier | Sud de Saint-Charles-Garnier                         | Sud-Ouest de Saint-Zénon-du-Lac-Humqui                    | Accès à la zec du Bas-Saint-Laurent       |
| R-0107 |                                |                                                      |                                                           |                                           |
| R-0108 |                                |                                                      |                                                           |                                           |
| R-0109 | -                              | Rang Taché Est (Fin) à Sainte-Perpétue               | Environs du lac de l'Est                                  | Accès à la zec Chapais et au lac de l'Est |
| R-0110 |                                |                                                      |                                                           |                                           |
| R-0111 | -                              | Chemin de la Rivière-Noire (Fin) à Saint-Athanase    | Territoire non-organisé de Picard (partie sud)            | -                                         |
| R-0113 | -                              | Lac Pohénégamook                                     | Whitworth                                                 | Longe la rivière Saint-François           |
| R-0115 |                                |                                                      |                                                           |                                           |
| R-0121 |                                |                                                      |                                                           |                                           |
| R-0131 |                                |                                                      |                                                           |                                           |
| R-0136 |                                |                                                      |                                                           |                                           |

#### Saguenay–Lac-Saint-Jean
| Numéro | Nom(s) alternatif(s)                    | Départ                                                 | Fin                                          | Notes                                                                   |
| ------ | --------------------------------------- | ------------------------------------------------------ | -------------------------------------------- | ----------------------------------------------------------------------- |
| R‑0200 | L-200, Chemin de la zec Martin-Valin    | Route 172 (km 90) à Saint-Fulgence                     | Rivière Portneuf                             | -                                                                       |
| R‑0201 | -                                       | Chemin Lévesque (km 19) à Saint-David-de-Falardeau     | Jonction avec la R-0253 (Rivière Shipshaw)   | Longe la rivière Saint-Louis et la rivière Shipshaw                     |
| R‑0202 | L-202, Chemin Saint-Thomas              | Chemin du Lac à Jim (Fin) à Saint-Thomas-Didyme        | Jonction avec la R-0236 (Lac des Cygnes)     | Longe la rivière Ashuapmushuan puis la rivière du Chef du côté Est      |
| R‑0203 | Route 27, Chemin Nestaocano             | Route 167 (km 92) à Lac-Ashuapmushuan                  | Environs du lac Fleuricourt                  | Longe la rivière Ashuapmushuan puis la rivière Nestaocano du côté Ouest |
| R‑0204 | Route 22                                | Jonction avec la R-0212                                | Jonction avec la R-0451                      | -                                                                       |
| R‑0206 | Chemin de Girardville                   | Rang Saint-Joseph Nord (Fin) à Girardville             | Nord de Passes-Dangereuses                   | Longe la rivière Mistassini                                             |
| R‑0208 | -                                       | Jonction avec la R-0200 (Lac Betsiamites)              | Jonction avec la R-0201 (Lac Vanel)          | -                                                                       |
| R‑0210 | Route 47                                | Route 167 (km 143) à Lac-Ashuapmushuan                 | Environs du lac Vimont                       | Se poursuit au sud en tant que R‑0223                                   |
| R‑0211 | Chemin de la Branche-Ouest              | Avenue des Jardins (Fin) à La Doré                     | Jonction avec la R-0212                      | -                                                                       |
| R-0212 | Route 212                               | Obedjiwan                                              | Route 167 (km ?)                             | -                                                                       |
| R‑0216 | Chemin de la zec de la Rivière-aux-Rats | Saint-Eugène-d'Argentenay                              | Jonction avec la R-0255                      | Longe la rivière aux Rats                                               |
| R‑0219 | Chemin de Lorette                       | Notre-Dame-de-Lorette                                  | Environs du lac du Brochet                   | -                                                                       |
| R‑0223 | Route 48                                | Route 167 (km 143) à Lac-Ashuapmushuan                 | Jonction avec la R-0212 (Lac Buade)          | Se poursuit au nord en tant que R‑0210                                  |
| R‑0236 | Traverse Papillon                       | Jonction avec la R-0203 aux environs du lac des Cygnes | Jonction avec la R-0206 (Rivière Mistassini) | -                                                                       |
| R-0250 | Chemin des Passes-Dangereuses           | Saint-Ludger-de-Milot                                  | Environs du lac Péribonka                    | -                                                                       |
| R-0251 | -                                       | Jonction avec la R-0250                                | -                                            | -                                                                       |
| R-0253 | L-253, Chemin Price                     | Saint-David-de-Falardeau                               | Jonction avec la R-0251 (Rivière Manouane)   | -                                                                       |
| R-0255 | Chemin de la rivière Bureau             | Jonction avec la R-0257                                | Entreprise Murray                            | Longe la rivière Mistassibi                                             |
| R-0256 | Chemin du lac Long                      | Girardville                                            | Environs du lac Rivard                       | Longe la rivière Ouasiemsca                                             |
| R‑0257 | Chemin Bowater                          | Dolbeau-Mistassini                                     | Environs du lac Daniel                       | Longe la rivière Mistassibi puis Mistassibi Nord-Est                    |
| R‑0264 | -                                       | Usine Saint-Thomas (Résolu) à Saint-Thomas-Didyme      | Usine Girardville (Résolu) à Girardville     | -                                                                       |
| R‑0288 | -                                       | Jonction avec la R-0202                                | Jonction avec la R-0203                      | Relie deux routes en franchissant la rivière du Chef                    |

#### Capitale-Nationale
| Numéro | Nom(s) alternatif(s)                | Départ                                                     | Fin                                                                                                | Aires gérées traversées                                                      |
| ------ | ----------------------------------- | ---------------------------------------------------------- | -------------------------------------------------------------------------------------------------- | ---------------------------------------------------------------------------- |
| R-0300 | Route 5                             | Rang du Nord (Fin) à Saint-Raymond                         | Jonction avec la R-0320                                                                            | - Zec Batiscan-Neilson - Réserve faunique des Laurentides                    |
| R-0301 | Chemin du lac Blanc                 | Intersection avec le Chemin du Lac-Carillon à Saint-Ubalde | Cul-de-sac à l'ouest du lac Blanc                                                                  |                                                                              |
| R-0302 |                                     | Jonction avec la R-0357                                    | Lac Batiscan                                                                                       | - Zec de la Rivière-Blanche                                                  |
| R-0303 | Route 33, Route 331                 | Route 175 (km 103) à Lac-Jacques-Cartier                   | Lac des Neiges                                                                                     | - Forêt Montmorency - Réserve faunique des Laurentides                       |
| R-0305 | Chemin du Pied-des-Monts            | Jonction avec la rue Principale à Saint-Aimé-des-Lacs      | Jonction avec la Route 381. Devient la R-0360 en entrant dans la réserve faunique des Laurentides. | - Zec des Martres - Domaine Le Pic-Bois                                      |
| R-0307 | Route 1                             | Chemin Talbot (Fin) à Rivière-à-Pierre                     | Jonction avec la R-0409 (route 2)                                                                  | - Réserve faunique de Portneuf                                               |
| R-0308 | Route 2                             | Rue Principale (Fin) à Rivière-à-Pierre                    | Lac Bellevue                                                                                       | - Réserve faunique de Portneuf                                               |
| R-0310 | Chemin du Petit-Lac-Batiscan        | Route 367 (km ?) à Rivière-à-Pierre                        | Frontière de la réserve faunique de Portneuf                                                       | - Zec Batiscan-Neilson                                                       |
| R-0311 | Chemin de la Rivière-Mauvaise       | Chemin de la Rivière-Mauvaise (Fin) à Saint-Raymond        | Camping du lac Delaney                                                                             | - Zec Batiscan-Neilson                                                       |
| R-0320 | Route 16, Route 162                 | Route 175 (km 130,5) à Lac-Jacques-Cartier                 | Lac F.-X.-Lemieux                                                                                  | - Réserve faunique des Laurentides (secteur Launière)                        |
| R-0353 | Route 7                             | Rang Saguenay (Fin) à Rivière-à-Pierre                     | Jonction avec la R-0371 et R-0370                                                                  | - Zec Batiscan-Neilson - Vallée Bras-du-Nord                                 |
| R-0357 | Route 29                            | Jonction avec la R-0308                                    | Lac des Passes                                                                                     | - Réserve faunique de Portneuf - Zec de la Rivière-Blanche                   |
| R-0360 | Route 17, Route 62                  | Route 175 (km 144) à Lac-Jacques-Cartier                   | Jonction avec la Route 381. Devient la R-0305 en entrant dans la zec des Martres.                  | - Réserve faunique des Laurentides - Parc national des Grands-Jardins        |
| R-0361 |                                     | Jonction avec la R-0385                                    | Lac Brébeuf                                                                                        | - Zec du Lac-au-Sable - Zec du Lac-Brébeuf - Club des Hauteurs de Charlevoix |
| R-0370 | Route 72                            | Jonction avec la R-0371 et R-0353                          | Lac Croche                                                                                         | - Réserve faunique des Laurentides                                           |
| R-0371 | Route 7                             | Jonction avec la R-0370 et R-0353                          | Aux environs des lacs Tourilli et des Mâles                                                        | - Réserve faunique des Laurentides                                           |
| R-0385 | Chemin d'Auteuil, chemin des Marais | Route 170 (km 16) à Saint-Siméon                           | Jonction avec la rue Maisonneuve à Clermont                                                        | - Zec du Lac-au-Sable - Club Bataram                                         |
| R-0390 |                                     |                                                            | |                                                                              |

#### Outaouais
| Numéro | Nom(s) alternatif(s)     | Départ                               | Fin                                               | Notes                                           |
| ------ | ------------------------ | ------------------------------------ | ------------------------------------------------- | ----------------------------------------------- |
| R-0758 | Chemin Smallian, Route 1 | Route 315 (km ?) à Mulgrave-et-Derry | Devient la R-1558 en entrant dans les Laurentides | Accès à la Réserve faunique de Papineau-Labelle |

#### Côte-Nord
| Numéro | Nom(s) alternatif(s)     | Départ                              | Fin                                                       | Notes                                 |
| ------ | ------------------------ | ----------------------------------- | --------------------------------------------------------- | ------------------------------------- |
| R-0900 | C-900, Chemin de Boisaco | Chemin du Moulin (Fin) à Sacré-Cœur | Jonction avec la R-0200 (Rivière Sainte-Marguerite)       | -                                     |
| R-0907 | -                        | Les Escoumins                       | Environs du lac des Cœurs                                 | Longe la rivière des Escoumins        |
| R-0910 | Route Forestière         | Route 138 (km 92) à Longue-Rive     | Environs du lac Kergus                                    | Longe la rivière du Sault au Mouton   |
| R-0952 | -                        | Rue Verreault (Fin) à Forestville   | Intersection avec la R-0953 et la R-0954 (Lac Kakuskanus) | Longe la rivière du Sault aux Cochons |

#### Mauricie
| Numéro | Nom(s) alternatif(s)           | Départ                                          | Fin                                                         | Notes                                                        |
| ------ | ------------------------------ | ----------------------------------------------- | ----------------------------------------------------------- | ------------------------------------------------------------ |
| R-0400 | Route 22                       | Environs du barrage Gouin, fin de la R-0450     | Parent                                                      | -                                                            |
| R-0402 | -                              | Route 155 (km 47) à Trois-Rives                 | Chemin du Lac-du-Camp                                       | -                                                            |
| R-0403 | Route 1                        | Route 155 (km 85) à La Tuque                    | Jonction avec la R-1450                                     | Accès aux zecs du Gros-Brochet et Wessonneau et au lac Kempt |
| R-0404 | Chemin de Clova                | Parent                                          | Clova                                                       | Traverse Oskélanéo                                           |
| R-0405 | Chemin Haltaparche             | Wemotaci                                        | Jonction avec la R-0400                                     | -                                                            |
| R-0406 |                                | Jonction avec la R-0450                         | Jonction avec la R-0451                                     |                                                              |
| R-0407 | -                              | Jonction avec la R-0425                         | Jonction avec la R-0403                                     | Accès aux zecs du Gros-Brochet et Frémont                    |
| R-0408 | Chemin de Rapide-Blanc Station | Jonction avec la R-0461                         | Jonction avec la R-0450                                     | Accès au secteur de Rapide-Blanc                             |
| R-0409 | Chemin Wayagamac               | Jonction avec le boulevard Ducharme à La Tuque  | Devient la R-0308 en entrant dans la Capitale-Nationale     | Accès à la zec de la Bessonne                                |
| R-0410 | -                              | Chemin du Lac-Édouard (km 25) à Lac-Édouard     | Réserve faunique des Laurentides                            | Accès à la Seigneurie du Triton                              |
| R-0411 | -                              | Rang du Sud-Est à La Bostonnais                 | Sanford (Train Montréal-Jonquière)                          | Accès aux zecs de la Bessonne et Jeannotte                   |
| R-0450 | Route 10                       | La Tuque                                        | Environs du barrage Gouin, jonction avec la R-0400 (km 152) | -                                                            |
| R-0451 | Route 13                       | Environs du barrage Gouin                       | Jonction avec la R-0212                                     | -                                                            |
| R-0459 | -                              | Route 155 (km 85) à La Tuque                    | Jonction avec la R-0461                                     | -                                                            |
| R-0461 | Route 25                       | La Tuque                                        | Jonction avec la R-0400, près de Parent                     | Avant d'être rallongée, elle arrêtait à Wemotaci             |
| R-0465 | -                              | Rang Ouest dans le secteur La Croche (La Tuque) | Jonction avec la R-0408                                     | -                                                            |

#### Nord-du-Québec
| Numéro | Nom(s) alternatif(s)          | Départ                    | Fin                            | Notes                            |
| ------ | ----------------------------- | ------------------------- | ------------------------------ | -------------------------------- |
| -      | Route du Nord                 | Route 167 (km 252)        | Route de la Baie-James         | -                                |
| -      | Route Baie Déception-Katinniq | Port de la baie Déception | Katinniq (Mine Raglan)         | Route la plus nordique du Québec |
| R-1009 | -                             | Jonction avec la R-0404   | Oujé-Bougoumou                 | Croise la Route 113 (km 346)     |
| R-1022 | -                             | Route de la Baie-James    | Environs du lac Amisquioumisca | -                                |

#### Laurentides
| Numéro | Nom(s) alternatif(s)                         | Départ                                      | Fin                                                | Notes                                           |
| ------ | -------------------------------------------- | ------------------------------------------- | -------------------------------------------------- | ----------------------------------------------- |
| -      | Chemin de Parent, Route 20                   | Route 309 (km ?) à Mont-Saint-Michel        | Parent                                             | -                                               |
| R-1500 | -                                            | Chemin Maison-de-Pierre (Fin) à L'Ascension | Jonction avec la R-1450 (Manawan)                  | -                                               |
| R-1501 | -                                            | Jonction avec la R-1555                     | Jonction avec la R-1500                            | Relie la R-1500 et la R-1555                    |
| R-1502 | -                                            | Jonction avec le chemin de Parent           | Environs de la rivière Bazin                       | -                                               |
| R-1504 | Route 2, 6                                   |                                             | Intersection avec la R-1404 et la R-1505           | Accès à la Réserve faunique Rouge-Matawin       |
| R-1505 | Route 47, 636, 63                            | Rue des Îles (Fin) à L'Ascension            | Intersection avec la R-1404 et la R-1504           | Accès à la Réserve faunique Rouge-Matawin       |
| R-1506 | -                                            | Jonction avec le chemin de Parent           | Jonction avec la R-1555                            | -                                               |
| R-1555 | -                                            | Chemin Poissant (km ?) à Lac-Saint-Paul     | Jonction avec la R-1500 (Zec du Chapeau-de-Paille) | -                                               |
| R-1557 | Chemin de la rivière du Sourd, Route 3, 4, 6 | Route 309 (km ?) à Notre-Dame-du-Laus       | Chemin des Pionniers (Fin) à La Minerve            | Accès à la Réserve faunique de Papineau-Labelle |
| R-1558 | Chemin du lac Kar-Ha-Kon, Route 1, 8, 38     | Route 311 (km ?) à Kiamika                  | Devient la R-0758 en entrant en Outaouais          | Accès à la Réserve faunique de Papineau-Labelle |